# Domingo Miotti
Domingo Miotti (Tucumán, 22 de mayo de 1996) es un jugador argentino de rugby que actualmente se desempeña como apertura para el Montpellier Hérault Rugby.
El 6 de abril de 2019 debutó con Jaguares, convirtiendo 2 tries que le permitieron a su equipo dar vuelta el encuentro frente a Bulls por 22 a 20.

## Clubes
| Club                     | País      | Tipo        | Referencia  |
| ------------------------ | --------- | ----------- | ----------- |
| Tucumán Lawn Tennis Club | Argentina | Amateur     | [ 3 ]       |
| Jaguares                 | Argentina | Profesional | [ 4 ] [ 5 ] |
| Western Force            | Australia | Profesional |             |
| Glasgow Warriors         | Escocia   | Profesional |             |
| Oyonnax                  | Francia   | Profesional |             |
| Montpellier              | Francia   | Profesional |             |

## Palmarés
| Título                       | Equipo      | País      | Año  |
| ---------------------------- | ----------- | --------- | ---- |
| Torneo Regional del Noroeste | Lawn Tennis | Argentina | 2014 |